# Liste der Ordensmeister der Dominikaner
Dieser Artikel listet chronologisch die dominikanischen Generalsuperiore auf, die im Dominikanerorden Ordensmeister oder Generalmagister genannt werden.
- 1216–1221 Dominikus
- 1222–1237 Jordan von Sachsen
- 1238–1240 Raimund von Peñafort
- 1241–1252 Johannes von Wildeshausen
- 1254–1263 Humbert de Romans
- 1264–1283 Giovanni da Vercelli
- 1283–1285 Jacobus de Voragine als Ordensleiter
- 1285–1291 Munio von Zamora
- 1292–1294 Stephan von Besançon
- 1296–1299 Niccolò Boccasini
- 1300–1221 Albertus de Chiavari
- 1301–1303 Bernard de Jusix
- 1304–1311 Aymericus Giliani
- 1312–1317 Berengarius de Landora
- 1318–1323 Hervé de Nédellec
- 1324–1332 Barnaba Cagnoli
- 1333–1341 Hugh de Vaucemain
- 1342–1221 Gerard de Daumar
- 1343–1345 Pierre de Baume
- 1346–1348 Garin de Gy
- 1349–1350 Jean de Moulins
- 1352–1366 Simon de Langres
- 1367–1380 Elias Raymond
- 1380–1399 Raimondo delle Vigne
- 1401–1414 Tommaso Paccaroni
- 1414–1425 Leonardo Dati
- 1426–1449 Bartholomaeus Texier
- 1450–1221 Pierre Rochin
- 1451–1221 Guy Flamochet
- 1453–1462 Marcial Auribelli
- 1462–1465 Conradus de Asti
- 1465–1473 Marcial Auribelli
- 1474–1480 Leonardo Mansueti
- 1481–1483 Salvo Cassetta
- 1484–1485 Bartolomeo Comazzi
- 1486–1221 Barnaba Sansoni
- 1487–1500 Gioacchino Torriani
- 1501–1506 Vincenzo Bandello
- 1507–1221 Jean Clérée
- 1508–1518 Thomas Cajetan
- 1518–1524 García Loaysa
- 1525–1528 Francesco Silvestri
- 1530–1531 Paolo Butigella
- 1532–1538 Jean du Feynier
- 1539–1540 Agostino Recuperati
- 1542–1544 Alberto de las Casas
- 1546–1552 Francesco Romeo
- 1553–1557 Stefano Usodimare
- 1558–1570 Vincenzo Giustiniani
- 1571–1578 Serafino Cavalli
- 1580–1582 Paolo Constabile
- 1583–1589 Sisto Fabri
- 1589–1600 Ippolito Maria Beccaria
- 1601–1607 Jerónimo Xavierre
- 1608–1612 Agostino Galamini
- 1612–1628 Serafino Secchi
- 1629–1642 Niccolò Ridolfi
- 1644–1649 Tommaso Turco
- 1650–1669 Giovanni Battista de Marinis
- 1670–1677 Juan Tomás de Rocaberti
- 1677–1686 Antonio de Monroy
- 1686–1720 Antonin Cloche
- 1721–1725 Agustín Pipia
- 1725–1747 Tomás Ripoll
- 1748–1755 Antonin Bremond
- 1756–1777 Juan Tomás de Boxadors
- 1777–1798 Baltasar de Quiñones
- 1798–1819 Pio Giuseppe Gaddi
- 1825–1831 Joaquín Briz
- 1832–1834 Francesco Ferdinando Jabalot
- 1834–1835 Benedetto Maurizio Olivieri
- 1835–1838 Tommaso Giacinto Cipolletti
- 1838–1844 Angelo Ancarani
- 1844–1850 Vincenzo Ajello
- 1850–1872 Vincent Jandel
- 1873–1879 Giuseppe M. Sanvito
- 1879–1891 José Maria Larroca
- 1891–1904 Andreas Franz Frühwirth
- 1904–1916 Hyacinthe Marie Cormier
- 1916–1925 Ludwig Theissling
- 1926–1929 Buenaventura García de Paredes
- 1929–1946 Martin Gillet
- 1946–1954 Manuel Suárez
- 1955–1962 Michael Browne
- 1962–1974 Aniceto Fernández Alonso
- 1974–1983 Vincent de Couesnongle
- 1983–1992 Damian Byrne
- 1992–2001 Timothy Radcliffe
- 2001–2010 Carlos Azpiroz Costa
- 2010–2019 Bruno Cadoré
- seit 2019 Gerard Francisco Timoner

## Bilder der Ordensmeister der Dominikaner (Auswahl)

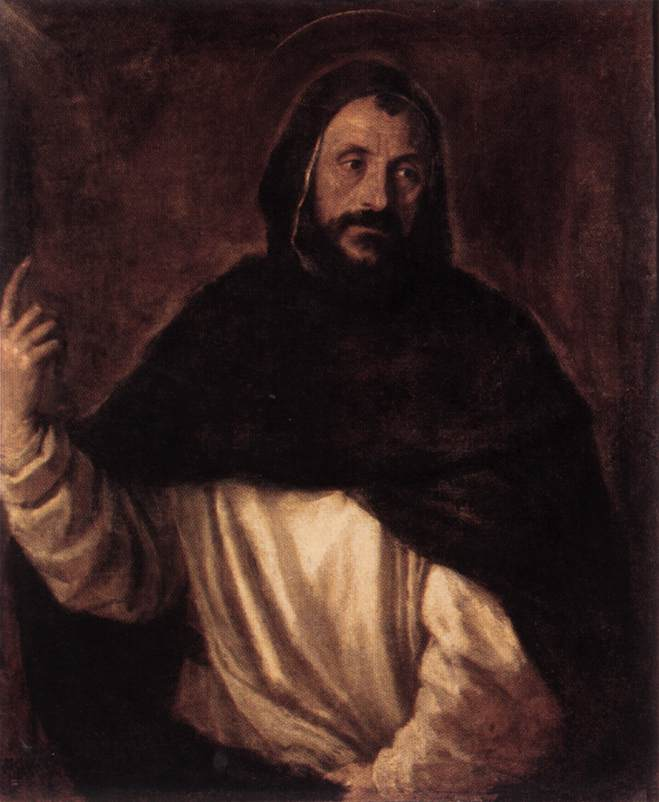
Dominikus
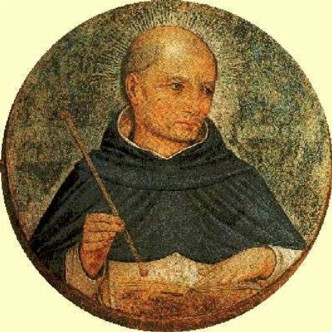
Jordan von Sachsen
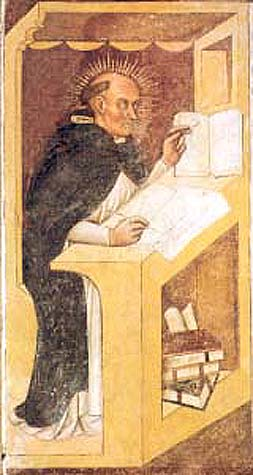
Raimund von Penyafort
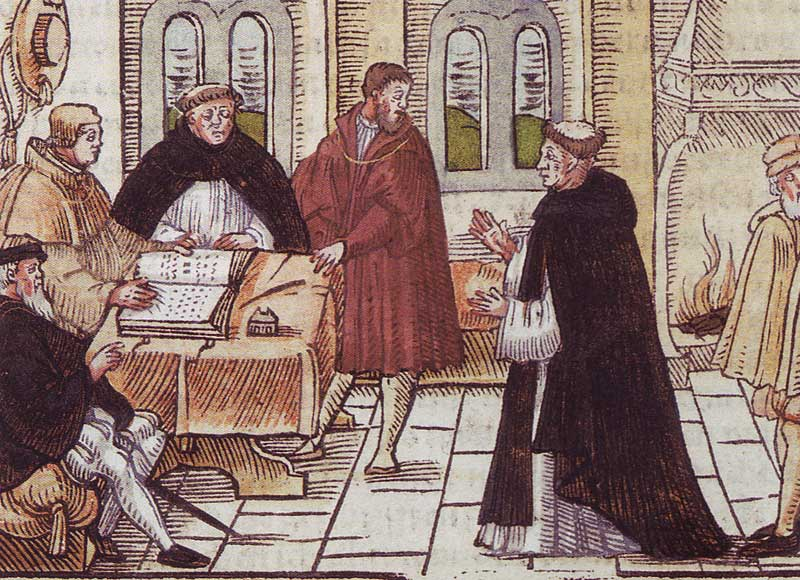
Thomas Cajetan, links im Bild
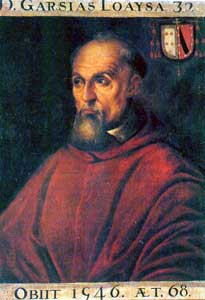
García Loaysa
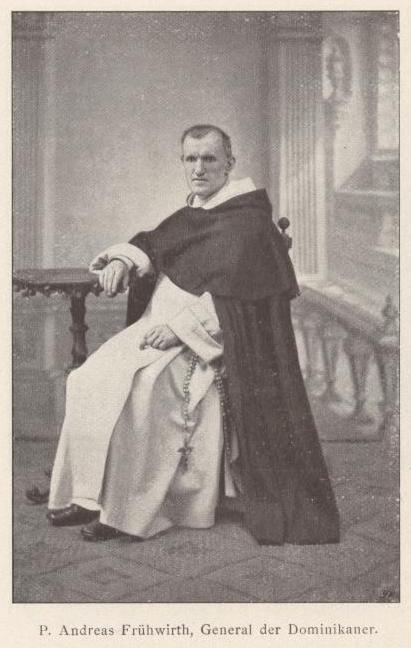
Andreas Franz Frühwirth